# La Fura dels Baus
La Fura dels Baus és una companyia teatral fundada a Moià l'any 1979, quatre anys després de la mort del dictador Franco. En els seus inicis es caracteritza per un llenguatge visceral en fusionar teatre de carrer amb la vitalitat del rock i la irreverència del neocirc. El nom de la companyia és originat pel fet que els membres moianesos del grup es reunien de joves en una mena d'abocador que anomenaven els Baus (topònim que prové dels balçs, és a dir, d'una balcera). La fura és un animal que furga, que cerca.
La seva irrupció en el panorama teatral nacional i internacional va suposar un esclat d'energia escènica de base artesanal que des d'un inici va saber unir el protagonisme del físic, ritual i atàvic amb les tecnologies d'última generació, escènica i intel·lectualment desafiants. En aquella primera etapa van rebutjar les narratives lineals en favor d'una dramatúrgia fragmentària i sensorial que envoltava al públic i que ells van denominar estètica "furera", especialment a partir de la seva primera trilogia (Accions (1983), Suz/o/Suz (1985), Tier Mon (1988)). Aquelles produccions van consolidar un llenguatge propi mitjançant una imatgeria lúdica i provocativa a l'una. La imatge radical d'uns home joves amb vestit formal destruint un cotxe a Accions (1983) es convertí en una icona generacional, tant per la seva audaç interpretació desconstructiva de la idea de teatre com per catalitzar els desitjos de canvi de la nova democràcia a Espanya.
En l'actualitat, la progressiva incorporació de tecnologies i la seva gosadia a nivell dramatúrgic en les seves propostes teatrals i operístiques, han rellançat la trajectòria inicial de La Fura dels Baus a través d'un segell (brand) internacionalment reconegut i extremadament permeable a diferents gèneres escènics i formats performatius. Destaquem les cerimònies olímpiques (Mediterrani, Cerimònia inaugural Jocs Olímpics de Barcelona 1992, Cerimònia inaugural dels Youth Olympic Games de Nanjing 2014), cinema, Faust 5:0 (2001), discs (Krab (1995), Ombra (1999), XXX (2002)), workshops o propostes de gamificació (Game Over (2013)). La flexibilitat estructural de la companyia, el seu desafiament a les convencions teatrals establertes, la seva curiositat intel·lectual i la seva oberta disposició respecte a la cultura popular i mediàtica s'han revelat com a fonts vitals de la seva extraordinària i longeva productivitat.
Dels nou fundadors, en resten cinc (Miki Espuma, Pep Gatell, Àlex Ollé, Carlus Padrissa, Pera Tantinyà) que desenvolupen de forma paral·lela nombrosos projectes individuals, en col·laboració interna o bé amb destacats col·laboradors escènics o d'altres disciplines artístiques. Profundament arrelats en el treball en equip, els creadors de La Fura dels Baus brinden un ampli marge de maniobra creativa als seus col·laboradors a partir de la cooperació i el contrast. Sens dubte, aquesta capacitat associativa ha estat una de les claus de l'èxit de la companyia.
La Fura dels Baus va néixer al final de la dècada de 1970 i es va fer coneguda arreu del món als dècada de 1980, en un moment en què en el teatre europeu destaca un nou estil d'"estètica dura" i urbana, caracteritzada per la utilització de recursos tecnològics (grans grues, pantalles gegants, sofisticats dissenys de llum i de so), protagonisme de la música urbana (rock i música industrial) i l'ús de la imatgeria urbana del moment (vestuari de cuir negre, botes, cabell rasurat). Aquesta moda s'aplicava tant a teatre urbà com a l'òpera. La Fura en col·laboració amb l'artista multidisciplinària Lita Cabellut, posa al centre del muntatge de Le Siège de Corinthe. Des de 1992, els membres de La Fura dirigeixen projectes per separat amb el nom del col·lectiu, amb l'esperit original de la companyia més les inquietuds personals cada un dels seus membres. 

## Estil

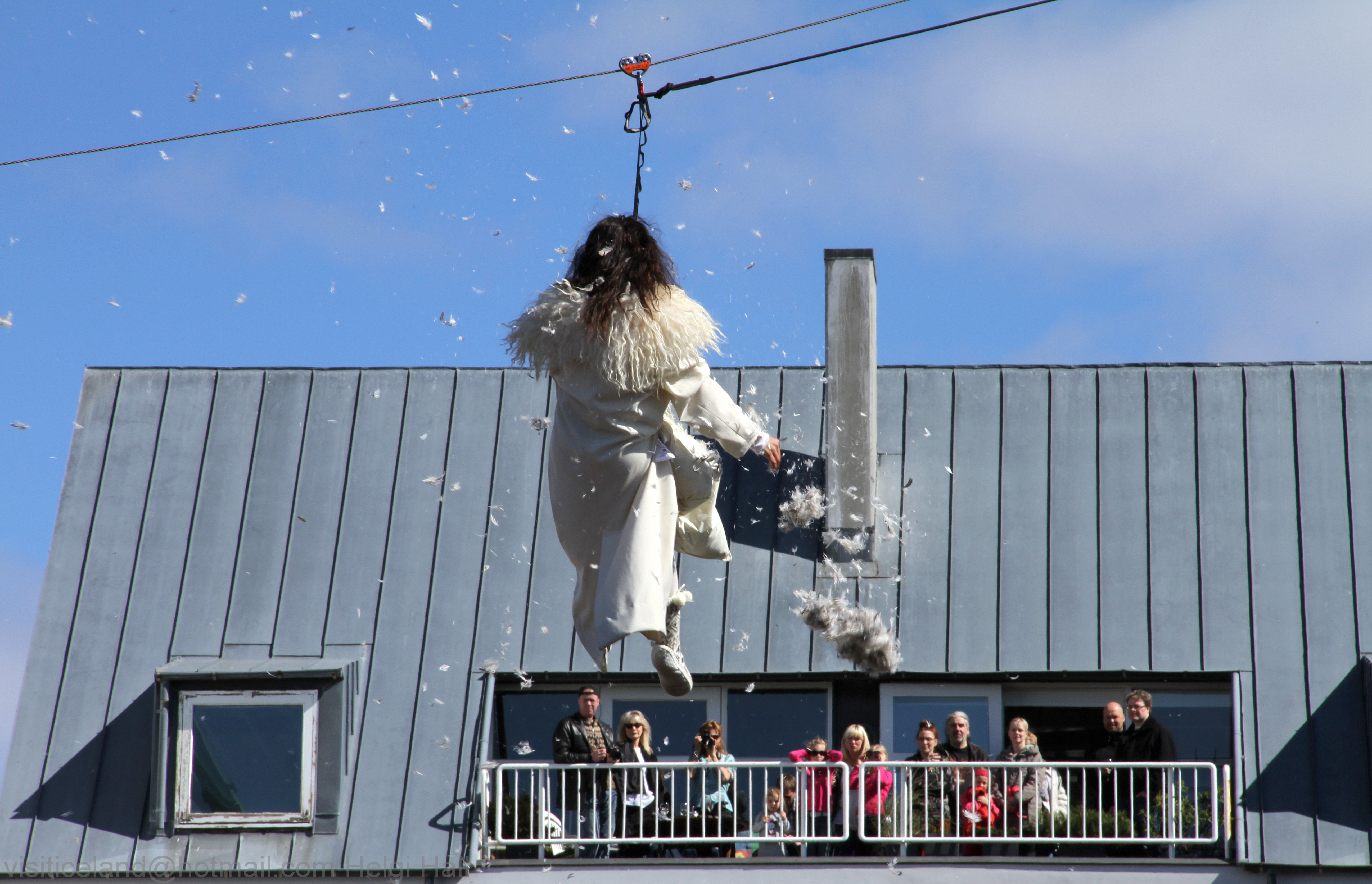
Teatre de carrer per La Fura dels Baus

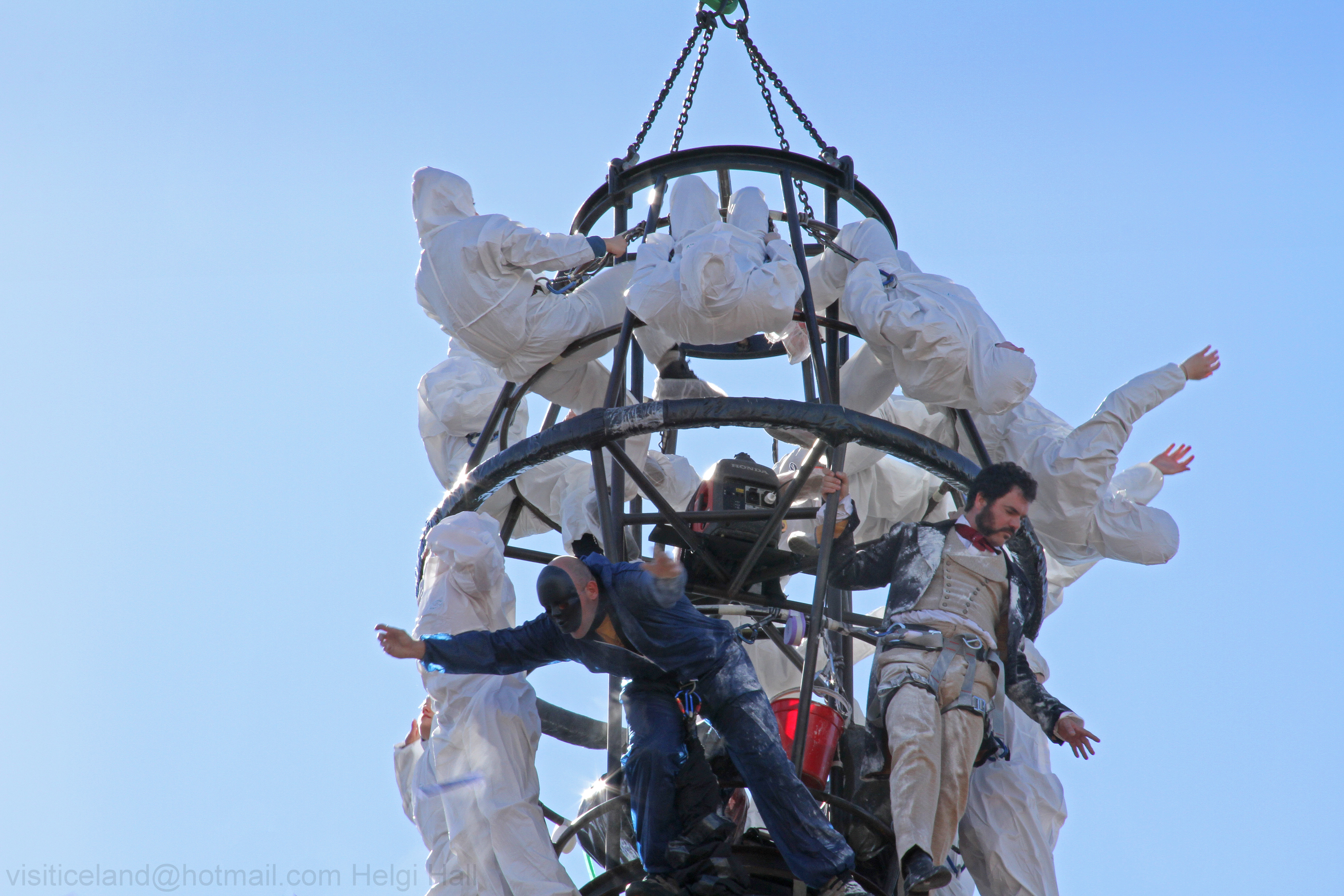
Les màquines i estructures metàl·liques són típiques de La Fura dels Baus

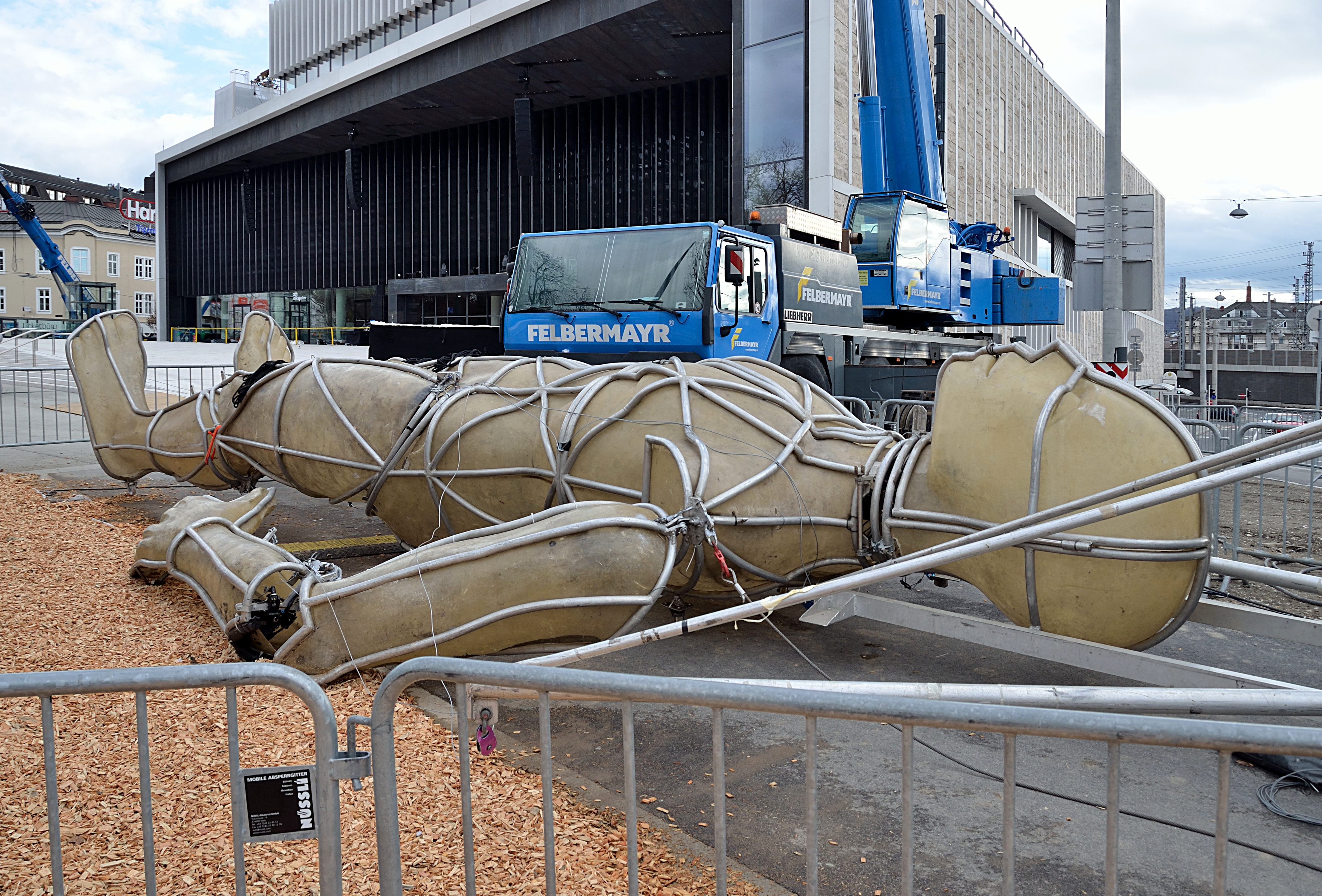
Els grans ninots són recurrents en el seu teatre

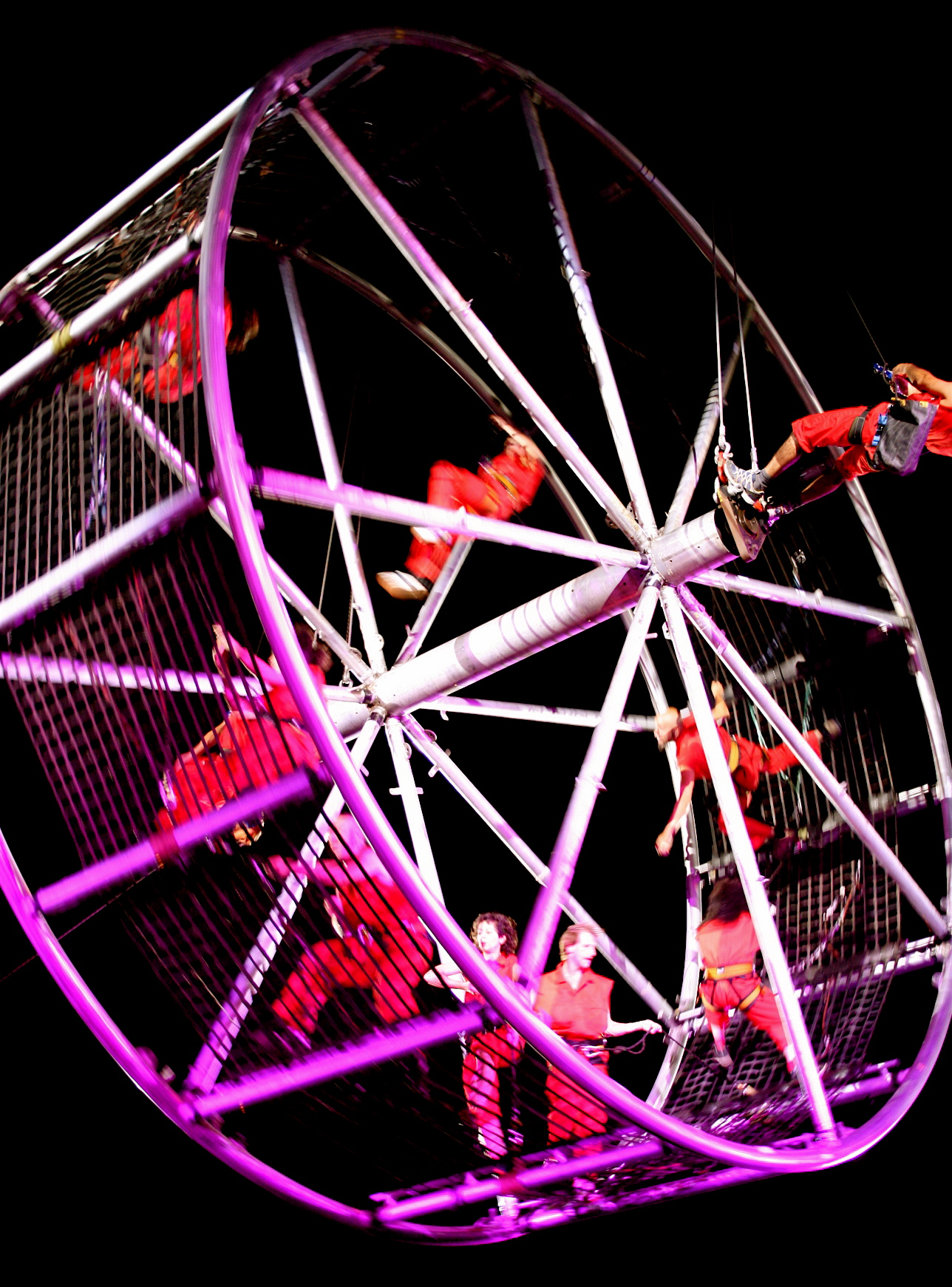
Màquina furera

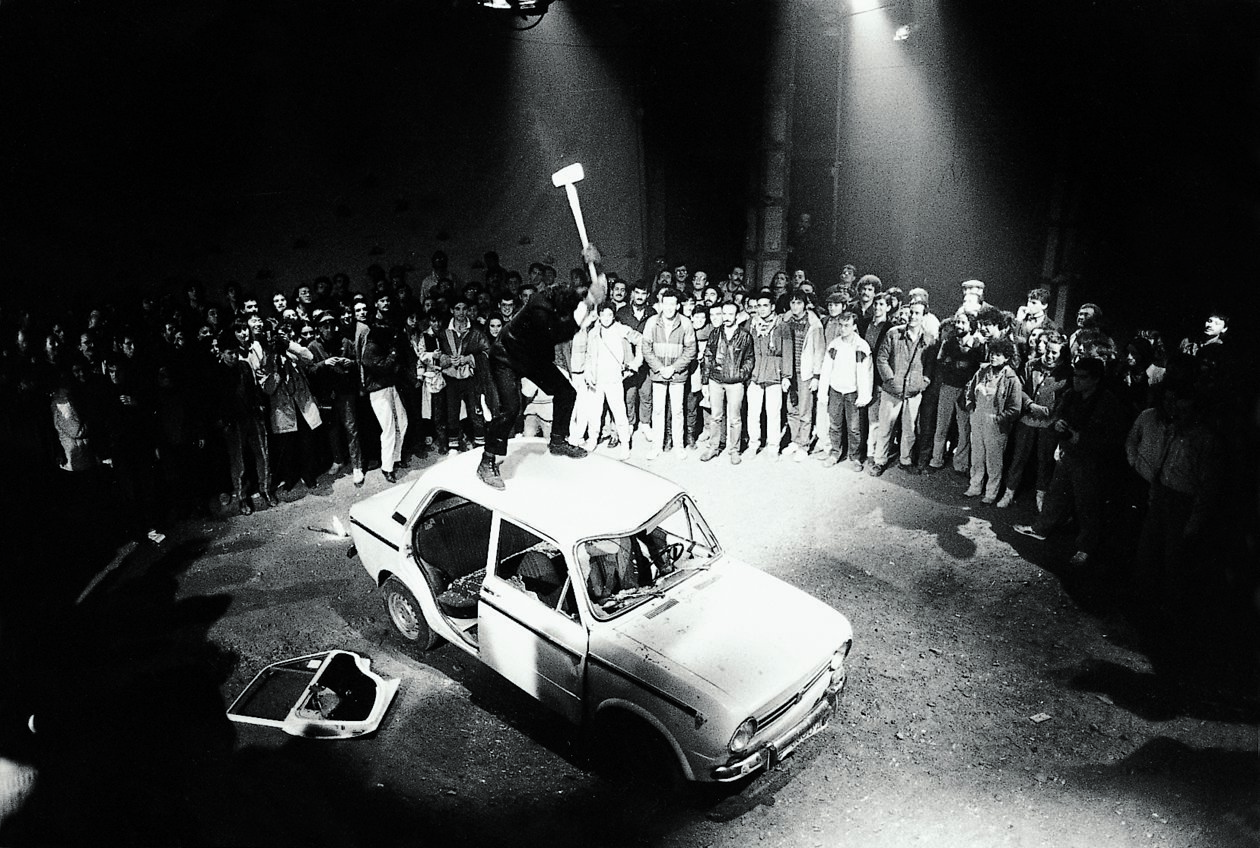
Accions (1984)

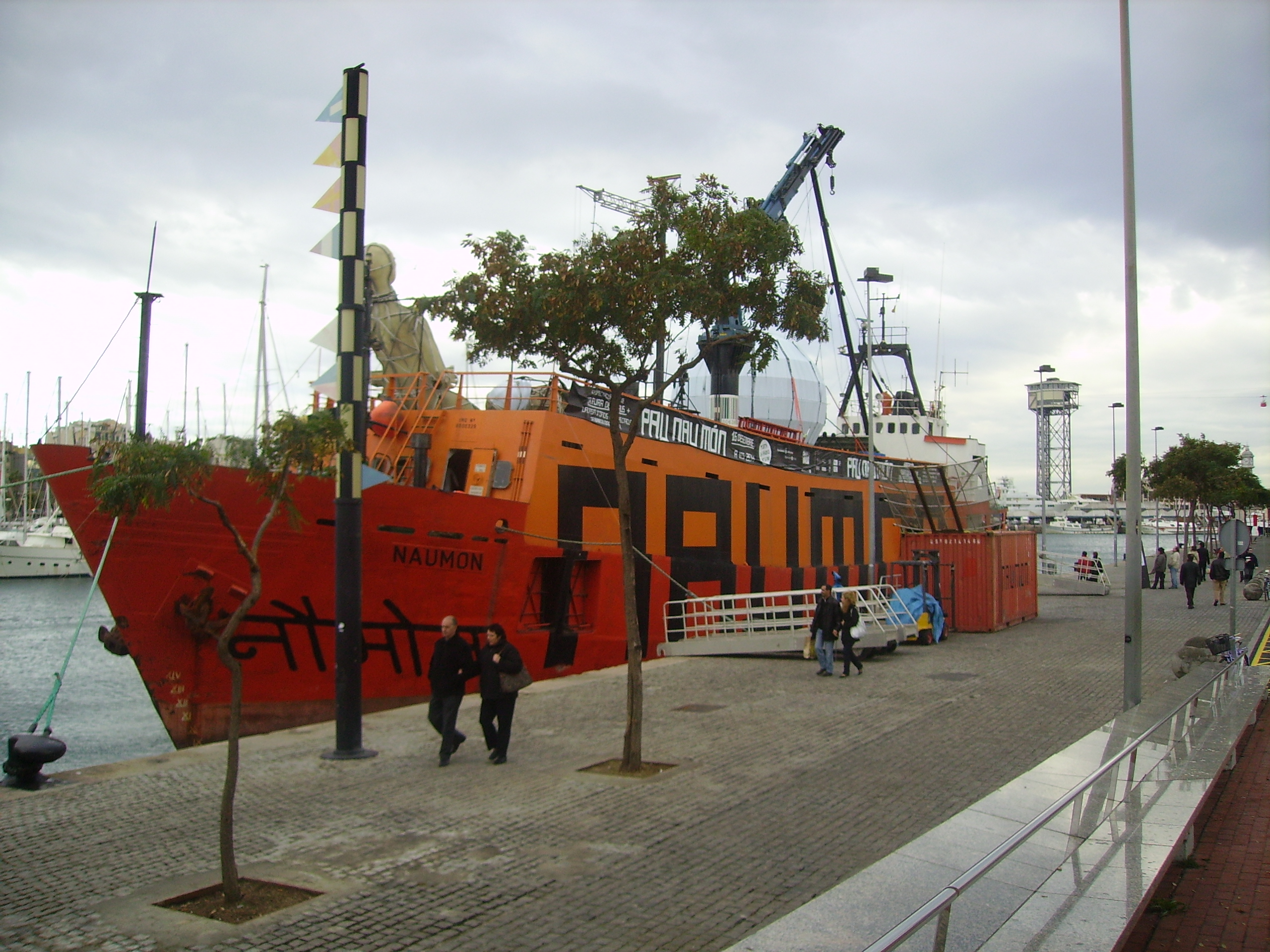
El Naumon, vaixell de La Fura dels Baus

En l'estil es poden diferenciar dues etapes, corresponents als anys 80 i als anys 90, respectivament. Es van fer famosos arreu amb la trilogia Accions (1983), Suz o Suz (1985) i Tiermon (1988), que aleshores van impactar per la seva estètica urbana i rockera, i pel fet de tractar-se d'espectacles de gran format sense separació entre els intèrprets i els espectadors. El públic era submergit en entorns en els quals convivien el primitivisme (ús de foc, crits, lluita, sang) amb sofisticada tecnologia (sistemes MIDI, llum d'alta pressió).
Als 90 i al segle xxi, la moda vuitantera ja no era actual i el públic s'havia habituat a alguns elements i llenguatge. La música s'actualitza i els referents van sent més literaris, com es veu en Noun (1990), Manes (1995), Faust 3.0 (1998) i XXX (2001). Evoluciona a una gran empresa de creacions escèniques que amplia amb èxit el seu camp d'actuació tradicional als espectacles de gran format i òperes, entre d'altres.

## Llenguatge Furer
El "Llenguatge Furer" és un mètode escènic propi que han anat desenvolupant al llarg dels anys de trajectòria que té l'objectiu d'eliminar la "quarta paret" per tal de convertir el públic, que sempre havia estat passiu, assegut a la butaca, en actiu.
Defineixen el "Llenguatge Furer" com: L'ús de processos creatius que combinen el públic, que interactua amb l'escena i els actors, sovint en llocs no convencionals, on l'estètica és industrial i tecnològica.

### Manifest Canalla
Va ser escrit per Andreu Morte a principis dels vuitanta per reivindicar el "llenguatge furer". El defineixen com un acte de rebel·lió contra la literatura dramàtica i una proposta de colectivització de la dramaturgia.
El manifest, escrit el 1983, contempla:
1. La Fura dels Baus no és in fenomen social, no és un grup, no és un col·lectiu polític, no és un cercle d'amistats afines, no és una associació pro-quelcom causa.
2. La Fura dels Baus és una organització delictiva dins del panorama actual de l'art.
3. La Fura dels Baus és el resultat d'una simbiosi de deu elements ben definits, diferenciats i peculiars que es favoreixen mútuament en el seu desenvolupament.
4. La Fura dels Baus s'aproxima més a l'autodefinició de fauna que al model ciutadà.
5. La Fura dels Baus és una simbiosi de conductes sense regles ni trajectòries preconcebudes. Funciona com un engranatge mecànic i genera activitat per pura necessitat i empatia.
6. La Fura dels Baus no preten res del passat, no apren de les fonts tradicionals i no li agrada el folclor prefabricat i modern.

## Espectacles de llenguatge furer
- Accions (1983)
- Suz o Suz (1985)
- Tiermon (1988)
- Noun (1990)
- MTM (1994)
- Furamòbil (1999)
- Obs (2000)
- XXX (2002)
- Imperium (2007)
- Degustació de Titus Andronicus (2010)
- Orígens (2010)

### Espectacles de gran format
- Mediterrani, mar olímpic. Cerimònia d'inauguració dels Jocs Olímpics de Barcelona (1992)
- Pepsíclope (1996)
- Simbiosis (1997)
- L'home del mil·lenni (1999)
- La navaja en el ojo (2001)
- La Divina Comèdia (2002)
- Al-mariyat Bayyana (2005)
- Inauguració del mundial de ciclisme en pista coberta (2007)
- Cutty Sark Shangai-London (2007)
- Obertura de l'Harare International Festival of the Arts (2010)
- The Experience (2010)
- Up- Flors Còsmiques (2011)

### Òperes (posada en escena)
- L'Atlàntida (1996)
- El martiri de sant Sebastià (1997)
- La condemnació de Faust (1999)
- DQ, Don Quijote en Barcelona (2000)
- Sobre los acantilados de mármol
- La sinfonía fantástica (2002)
- La flauta màgica (2003)
- Das Rheingold (2007)
- Siegfried (2008)
- Die Walküre (2008)
- El gran macabre (2009)
- Götterdämmerung (2009)
- Tanhäuser (2010)
- Carmina Burana (2010)
- Sonntag aus Licht (2011)
- Quartett (2011)
- Oresteïa (2011)
- Orfeo ed Euridice (2011)
- Turandot (2011)
- Le Siège de Corinthe (2017)[6]

### Teatre
- F@ust 3.0 (1998)[7]
- Las Troyanas (2001)
- Metamorfosi (2005)
- Boris Gudonov (2008)
- Window of the City (2010)
- Terra Baixa reloaded (2011)

### Cinema
- Faust 5.0 (2001) amb Isidro Ortiz[8]

### Altres formats
- Naumon (2004), espectacle itinerant dalt d'un vaixell
- Adéu a la tele (2008), exposició
- La ciudad inventada (2008), programa d'espectacles

## Treballs discogràfics
- Ajöe (maxisingle)
- Suz (casset)
- Erg (casset)
- Noun (vinil)
- M.T.M. (cd)
- KRAB (cd)
- Manes (cd)
- Simbiosis (cd)
- Accions (cd)
- Fausto 3.0 (cd)
- fmol (cd)
- Ombra (cd)
- XXX (cd)

## Fons
El fons es troba al Centre de documentació i Museu de les Arts Escèniques. Aquest fons abarca des de l'any 1974 fins a l'any 2007. L'arxiu conté 4385 sèries o unitats documentals amb més de 25.000 documents individuals i s'organitza en 4 apartats: arxiu fotogràfic, arxiu audiovisual, documents d'arxiu i cartells.